# Carl von Tubeuf

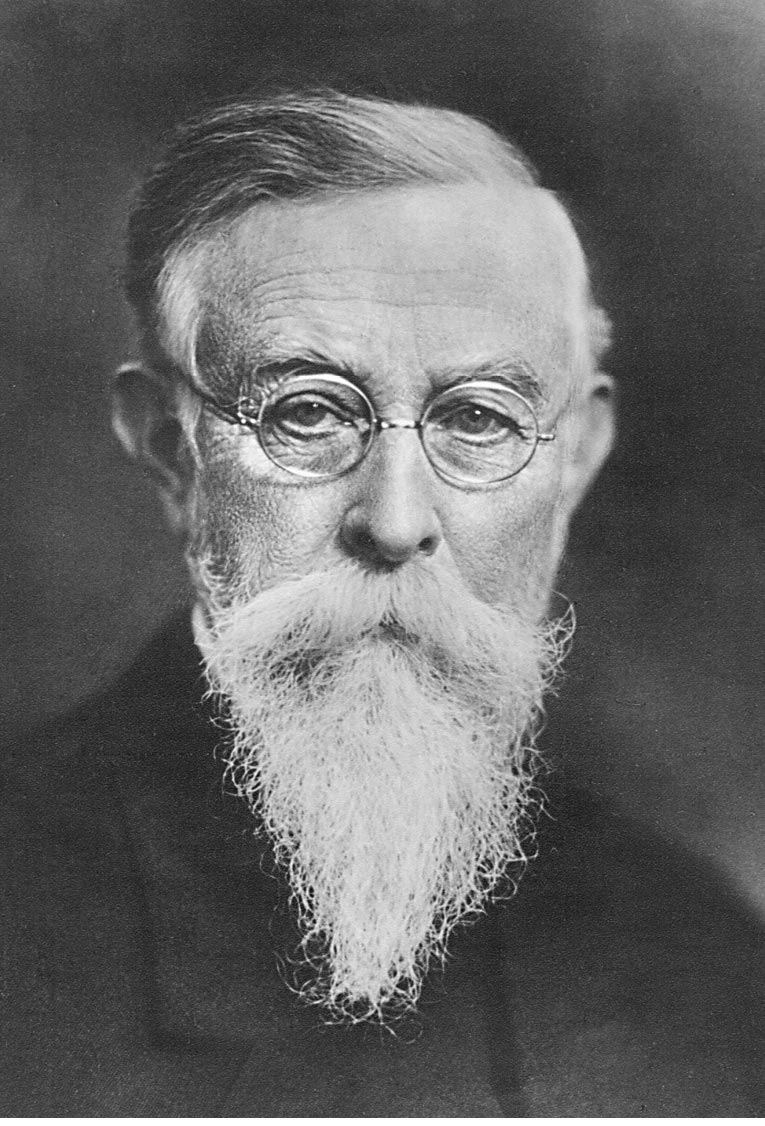
Carl Freiherr von Tubeuf, 1930er Jahre

Carl Freiherr von Tubeuf – auch Karl (Freiherr) von Tubeuf – (* 20. Januar 1862 in Amorbach; † 8. Februar 1941 in München) war ein deutscher Forstwissenschaftler, Pflanzenpathologe und Professor für Anatomie, Physiologie und Pathologie der Pflanzen. Sein offizielles botanisches Autorenkürzel lautet „Tubeuf“.

## Leben
Carl von Tubeuf war der älteste Sohn des fürstlich-leiningischen Domänendirektors in Amorbach, Simon Anton Freiherr von Tubeuf (1802–1870), und dessen Ehefrau Luise, geborene von Ploennies (1839–1915); seine Brüder waren Anton und Ernst von Tubeuf (1864–1941). Zum Schuljahr 1872/73 trat er in die 1. Klasse des Münchner Maximiliansgymnasium ein und legte dort 1881 – unter anderem mit Gustav von Kahr, Robert Piloty und Ernst von Plönnies (1861–1920), dem Sohn des fürstlich-leiningischen Forstmeisters in Amorbach, – das Abitur ab.
Carl von Tubeuf studierte Forstwissenschaft in Aschaffenburg und an der Ludwig-Maximilians-Universität in München. Er wurde zunächst Assistent bei dem Münchner Professor für Forstbotanik, Robert Hartig, und heiratete dessen Tochter Edith (1870–1945). Nach einer Tätigkeit am Kaiserlichen Gesundheitsamt in Berlin, 1898 bis 1901, wurde er 1902 als Nachfolger seines verstorbenen Schwiegervaters an die Münchner Universität auf den Lehrstuhl für Anatomie, Physiologie und Pathologie der Pflanzen berufen. Tubeuf war erster Vorsitzender des am 26. Juni 1913 von Vertretern des Landesausschusses für Naturpflege, der Bayerischen Botanischen Gesellschaft, der Bayerischen Ornithologischen Gesellschaft und des Vereins für Naturkunde gegründeten Vereins Bund Naturschutz in Bayern, der unter dem „Protektorat Seiner Königlichen Hoheit“, Kronprinz Rupprecht von Bayern, stand. Als engagierter Naturschützer verhinderte Tubeuf 1916/17, dass in die Falkensteiner Wand am Königssee eine riesige „assyrische“ Löwin als Erinnerung an den Krieg eingemeißelt wurde. Im Jahre 1921 gelang es ihm, mit Unterstützung weiterer Institutionen den 1910 eingerichteten „Pflanzenschonbezirk Berchtesgadener Alpen“ auf rund 20.300 Hektar zum „Naturschutzgebiet Königssee“ auszuweiten. 1933 wurde er emeritiert. 1938 wurde er zum Ehrenmitglied (Honorary Fellow) der Royal Society of Edinburgh gewählt.

## Ehrungen
Zu seinem 70. Geburtstag erschien in der Berliner Vossischen Zeitung am 19. Januar 1932 ein Glückwunschtext mit kurzer Würdigung seiner bisherigen wissenschaftlichen Verdienste.
In München erinnert heute die Tubeufstraße an ihn. Nach ihm ist auch die Pilzgattung Tubeufia Penz. & Sacc. in der Ordnung Tubeufiales benannt.

## Schriften (Auswahl)
- Samen, Früchte und Keimlinge der in Deutschland heimischen oder eingeführten forstlichen Culturpflanzen: ein Leitfaden zum Gebrauche bei Vorlesungen und Übungen der Forstbotanik, zum Bestimmen und Nachschlagen für Botaniker, studierende und ausübende Forstleute, Gärtner und andere Pflanzenzüchter. Springer, Berlin 1891.
- Mitteilungen über einige Pflanzenkrankheiten. 2 Bände. Eugen Ulmer, Stuttgart 1893.
- Pilzkrankheiten der Pflanzen, ihre praktische Bedeutung und Bekämpfung: Ein Vortrag von Carl Freiherr von Tubeuf gehalten am 14. März 1894 in der Bayerischen Gartenbaugesellschaft in München. M. Schorss, München/Berlin 1894.
- Pflanzenkrankheiten durch kryptogame Parasiten verursacht. Eine Einführung in das Studium der parasitären Pilze, Schleimpilze, Spaltpilze und Algen. Zugleich eine Anleitung zur Bekämpfung von Krankheiten der Kulturpflanzen. Springer, Berlin 1895.
- Die Haarbildungen der Coniferen. Mit 12 Tafeln. Sonderabdr. a. d. Forstlich-naturwissenschaftl. Zeitschrift 1896. M. Rieger, München 1896.
- Die Nadelhölzer mit besonderer Berücksichtigung der in Mitteleuropa winterharten Arten: eine Einführung in die Nadelholzkunde für Landschaftsgärtner, Gartenfreunde und Forstleute. Ulmer, Stuttgart 1897.
- Studien über die Schüttekrankheit der Kiefer: kleinere Mitteilungen. Parey (u. a.), Berlin 1901.
- Robert Hartig (bearb. und hrsg. von C. von Tubeuf): Der echte Hausschwamm und andere das Bauholz zerstörende Pilze. Springer, Berlin 1902.
- Die Schüttekrankheit der Kiefer und ihre Bekämpfung. Paul Parey, Berlin 1905.
- Über die Biologie, praktische Bedeutung und Bekämpfung des Weimutskiefern-Blasenrostes. Paul Parey, Berlin 1905.
- Biologie, praktische Bedeutung und Bekämpfung des Kirschen-Hexenbesens. Paul Parey, Berlin 1905.
- Aufruf zur allgemeinen Vernichtung des Birnenrostes. Paul Parey, Berlin 1905.
- Die Mistel, Viscum album. Bearb. von C(arl) v. Tubeuf. Gezeichnet im Atelier für wissenschaftliche Zeichnungen von Dunzinger. Eugen Ulmer, Stuttgart 1906.
- mit Wilhelm Graf zu Leiningen: Bozen: Schilderungen und Bilder aus dem Münchener Exkursionsgebiet. Eugen Ulmer, Stuttgart 1914 (Digitalisat).
- Anbau der Sonnenblume (Helianthus annuus). Eugen Ulmer, Stuttgart 1916.
- Unsere Alleen und Alleebäume: Dem Landesausschuss für Naturpflege erstattetes Gutachten. Eugen Ulmer, Stuttgart 1918.
- mit Gustav Neckel und Heinrich Marzell: Monographie der Mistel. Oldenbourg, München/Berlin 1923.